# إبراهيما نداي (لاعب كرة قدم، مواليد 1998)
إبراهيما نداي (بالفرنسية: Ibrahima Ndiaye)‏ لاعب كرة قدم سنغالي ، يلعب حاليًا نادي الحزم السعودي في مركز الجناح الأيمن.

 في 26 أغسطس 2016 تعاقد مع نادي وادي دجلة قادمًا من صفوف نادي دياراف السنغالي، يلعب أيضًا في صفوف منتخب الشباب السنغالي ولعب لاحقاً في نادي الزمالك ونادي الحزم.

## إحصائيات مشاركاته
آخر تحديث في 18 يوليو 2017

### مع الأندية
| الفريق    | الموسم    | الدوري  | الدوري | الكأس   | الكأس | البطولات القارية | البطولات القارية | الإجمالي | الإجمالي |
| الفريق    | الموسم    | مشاركات | أهداف  | مشاركات | أهداف | مشاركات          | أهداف            | مشاركات  | أهداف    |
| --------- | --------- | ------- | ------ | ------- | ----- | ---------------- | ---------------- | -------- | -------- |
| وادي دجلة | 2016–2017 | 27      | 4      | 1       | 0     | —                | —                | 28       | 4        |
| وادي دجلة | الإجمالي  | 27      | 4      | 1       | 0     | —                | —                | 28       | 4        |

## روابط خارجية
- إبراهيما نداي على موقع قاعدة بيانات كرة القدم.إي يو (الإنجليزية)
- إبراهيما نداي على موقع Soccerway.com (الإنجليزية)
- إبراهيما نداي على موقع عالم كرة القدم.نت (الإنجليزية)